# Emilio Orlando
Emilio Orlando ( Buenos Aires, Argentina, 28 de diciembre de 1911 - ?  ) fue un bandoneonista, director de orquesta y compositor dedicado al género del tango. Llegó a dirigir su propia orquesta, que es recordada por la cantidad de excelentes músicos y cantores que tuvo.

## Actividad profesional
Nació en el barrio de Belgrano hijo de Enrique Orlando y Laura Ricciardi. En 1937 comenzó a trabajar profesionalmente en la orquesta dirigida por el también bandoneonista José Servidio y al año siguiente, lo hizo en la orquesta dirigida por el violinista José De Caro; cuando este dejó la orquesta Orlando asumió su dirección en momentos que su cantor era Edmundo Rivero, quien siguió en el conjunto hasta los bailes de Carnaval de 1942 en que se alejó de ella y fue reemplazado por Alberto Marino. A poco se agregó también Roberto Rufino, que acababa de cumplir con su servicio militar y con ellos la orquesta hizo exitosas presentaciones en el "Palermo Palace" de Godoy Cruz y Santa Fe y en el programa Ronda de ases por Radio El Mundo.
A principios de 1943 dejaron la orquesta Rufino, para volver con Carlos di Sarli, y Rivero, para ingresar a la orquesta de Aníbal Troilo, y fueron sustituidos por el zarateño José Berón, hermano de Raúl Berón; Orlando incorporó además a los excelentes músicos, el violinista Manlio Francia y el bandoneonista Jorge Caldara. La orquesta actuó por un breve lapso en Radio Belgrano y después en Radio El Mundo, y durante ocho años continuados amenizó los bailes del Alvear Palace Hotel.
En 1946 el cantante Carlos Acuña retornó a la actividad como solista con los bandoneonistas Emilio Orlando y Alfredo Calabró y las guitarras de Alfredo y Antonio Parisi, a los que se unió más adelante el bandoneonista Antonio Blasi. La orquesta contaba o con la presentación del poeta Celedonio Flores, reemplazado a raíz de su fallecimiento en 1947 por  el animador Ricardo Bercelona, actuando en confiterías, clubes y lugares bailables e hicieron un importante ciclo de actuaciones por Radio El Mundo.
En 1949  acompañó a Charlo y Sabina Olmos en una gira que duró dos años por el país que luego siguió por España y Centroamérica. Al volver a Argentina, siguió con su orquesta y el cantor Francisco Fiorentino actuando por Radio El Mundo y animando los bailes de Carnaval del Teatro Casino de la calle Maipú. Entre los músicos incorporados a su orquesta se destacan el bandoneonista Leopoldo Federico y el pianista Atilio Stampone, quienes en 1952 se desvincularon para formar su propia orquesta con el cantor Antonio Rodríguez Lesende. Otros cantores que estuvieron en la orquesta de Emilio Orlando fueron Orlando Verri y Osvaldo Arana (1952); Rubén Quiroga, Héctor Coral (1954/55), Miguel Martino, Carlos Almagro y Alberto Ortiz (1956/58). 
En 1957 grabó para la discográfica Odeon para su sello Pampa, dos discos simples: Cachá viaje con la voz de Carlos Almagro y Reír llorando, con la de Alberto Ortiz y Che papusa oí con Almagro y el vals A mi madre con Ortiz. Este último cantor se desvinculó en 1958 y lo sustituyó fue reemplazado por Fontán Reyes. Al año siguiente Osvaldo Manzi, un destacado pianista que había integrado importantes orquestas como las de Osvaldo Pugliese, Aníbal Troilo, Hugo Baralis, Héctor Artola, Florindo Sassone, Miguel Zabala, Elvino Vardaro, Edgardo Donato, Manuel Buzón, Joaquín Do Reyes y Enrique Alessio, además de dirigir su propia formación. Ese mismo año 1958, después de 17 años de actuar en Radio El Mundo, Orlando pasó a actuar por LR4 Radio Splendid, con sus cantores de ese momento, Héctor Coral  y Horacio Cáceres y en la década siguiente comenzó a retirarse.
De la labor de compositor se destacan los tangos Igual que vos, Todo un cielo, Ana de París, con letra de Horacio Basterra, La pena que me has dejado, Cuando llegaste a mi, en colaboración con Leopoldo Díaz Vélez, La noche llega y Tres cruces.